# Riu Bouyon
El Bouyon és un riu al departament dels Alps Marítims, a la regió de Provença-Alps-Costa Blava, i un afluent dret de l'Estéron, afluent al seu torn del riu Var.
Amb 15,4 km de llargada, el Bouyon neix al municipi de Coursegoules, al plan des Baumettes, a una altitud de 1.519 m. En aquesta part alta, s'anomena vallon de la Faye, vallon de l'Abreuvoir, al mateix municipi de Coursegoules, després vallon de la Gravière, a l'oest de Bézaudun-les-Alpes. La conca hidrogràfica de Bouyon té una superfície de 35,33 km2. A grans trets davalla d'oest a est, i gira cap al nord abans de desembocar a l'Estéron pel seu marge dret. Desemboca al municipi de Le Broc, al límit amb Bouyon, a una altitud de 144 m.
Només al departament dels Alps Marítims, el Bouyon travessa aquests quatre municipis (adscrits a dos cantons diferents, de dalt a baix): Coursegoules (font), Bézaudun-les-Alpes, Bouyon i Le Broc (confluència). Pel que fa als cantons, el Bouyon neix al cantó de Vence i desemboca al cantó de Niça-3, tots dins de l’arrondissement de Grasse i a la comunitat intermunicipal de Sophia Antipolis i Métropole Nice Côte d'Azur.
El Bouyon travessa una sola zona hidrogràfica, el Var, des del Vésubie fins a l'Estéron ambdós inclosos (excloent-hi les zones Y640 a Y642) (Y643), amb una superfície de 2.700 km2. Aquesta conca hidrogràfica està ocupada pel 96,65% de "boscos i entorns seminaturals", el 3,05% de "territoris agrícoles", el 0,28% de "territoris artificialitzats" i el 0,01% de "superfícies d'aigua".
Els rius veïns són l'Estéron al nord i nord-est, el Var a l'est i sud-est, la Cagne al sud, el Loup i la Ganière al sud-oest, la Lane a l'oest i la Gironde al nord-oest.
L'òrgan de gestió és el SMIAGE o Sindicat Mixt per a les Inundacions, el Desenvolupament i la Gestió de l'Aigua dels Alps Marítims, creat l'1 de gener de 2017 (8 anys), i que ara és responsable de la gestió de les conques hidrogràfiques costaneres dels Alps Marítims, en particular la del riu Var.  Això "va ser reconegut com a EPTB, amb la felicitació del jurat, durant la reunió del comitè de conca de l'Agència de l'Aigua Roine-Mediterrani-Còrsega el divendres 22 de juny de 2018, ja que porta tant polítiques relacionades amb la prevenció del risc d'inundació com amb la gestió dels entorns aquàtics".
El Bouyon té quatre seccions tributàries referenciades:
- la vallon de la Buissière (riba esquerra), 1,7 km als dos municipis de Coursegoules i Bézaudun-les-Alpes.
- el vallon Obscur o la Fontaine de Mauvans (riba esquerra), 3,3 km als dos municipis de Coursegoules i Bézaudun-les-Alpes.
- la vallon de Vache Morte (riba dreta), 2,3 km als dos municipis de Bézaudun-les-Alpes i Bouyon.
- la vallon del Fouant (riba dreta), 1,3 km només al municipi de Le Broc.

El Bouyon no té cap estació de qualitat ni cap estació de mesura de cabal: l'estació més propera és la d'Estéron a Gillette - La Clave (06212600).
El Bouyon està gestionat per l’Association agréée de pêche et de protection des milieux aquatiques (AAPPMA) aigües avall de l'Estéron, l'AAPPMA de "la Truite Argentée".